# Символы идиша
У идиша, одного из еврейских языков и основного языка ашкеназов, за всё время появлялось множество представительных символов, но ни один из них, из-за отсутствия центрального органа управления, не получил достаточного распространения и не смог бороться с популярностью символов иврита.

## Золотой павлин

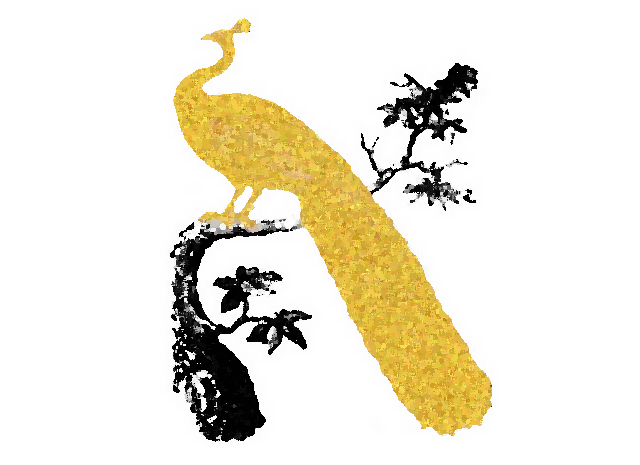
Золотой павлин

Золотой павлин (идиш די גאלדענע פאווע; Ди Голден Пэйв) стал использоваться в идишской литературе и был популяризован поэтом Ициком Мангером. Символизирует еврейские стойкость и оптимизм.
Yiddishpiel использует логотип в виде золотого павлиньего пера, окружающего здание театра, в то время как The Forward использует золото в качестве основного цвета (также напоминая павлина) с 2015 года. Вариант этого символа используется в качестве логотипа идиш-кафе Pink Peacock в Глазго.

## Золотой козёл
Традиционная еврейская колыбельная «Изюм и миндаль» популяризировала золотого козла как символ идиша, перекликающийся с Чад Гадья, традиционной песней на Песах.

## Комец-алеф

Нынешний флаг идиша в Duolingo

Особая буква идишского алфавита стала обретать значение одного из символа идиша в современную эпоху. Так, например, она используется в Duolingo для обозначения курса изучения идиша.

## Чёрная менора

Флаг с чёрной менорой

Флаг с чёрной менорой, созданный по образу флага Израиля, впервые появился и оттуда же распространился на странице языка в Википедии. До этого нигде не использовался и никем не предлагался.
Утратил свою официальность из-за конфликта, связанного с Duolingo, кой использовал этот флаг для своего соответствующего курса.
После публикации статьи «Какой флаг должен быть у идиша?», в которой флаг критиковался за мрачный вид и сходство с флагом Израиля (который считался неуместным из-за неблагоприятной политики в отношении идиша в первые годы существования Израиля), Duolingo изменил его на комец-алеф. Утверждения о том, что флаг возник в анархистской среде в начале XX века, не соответствуют действительности.